# Sofian Chahed
Sofian Chahed (Berlino Ovest, 18 aprile 1983) è un allenatore di calcio ed ex calciatore tedesco naturalizzato tunisino, di ruolo difensore.

## Carriera

### Calciatore

#### Club
Dopo aver giocato con l'Hertha Berlino, nel 2009 si trasferisce all'Hannover 96.

#### Nazionale
Conta 5 presenze con la Nazionale tunisina.

### Allenatore

#### Club
Nel 2015 Chahed inizia la carriera di allenatore come assistente nel Viktoria Berlino, per trasferirsi l'anno successivo all'Hertha Berlino come responsabile tecnico del settore giovanile, incarico che mantiene fino al 2020.
Il 30 giugno 2020 la squadra di calcio femminile del Turbine Potsdam annuncia di aver sottoscritto un contratto con Chahed per affidare la guida tecnica della squadra dalla stagione entrante.